# Zosteria punicea
Zosteria punicea är en tvåvingeart som beskrevs av Daniels 1987. Zosteria punicea ingår i släktet Zosteria och familjen rovflugor. Inga underarter finns listade i Catalogue of Life.